# The Ambassador (film)
The Ambassador is een Amerikaanse oorlogsfilm uit 1984 onder regie van J. Lee Thompson.

## Verhaal
De Amerikaanse ambassadeur in Israël bemiddelt bij het conflict in het Midden-Oosten. Zijn pogingen worden echter verstoord, wanneer blijkt dat zijn vrouw een affaire heeft met een PLO-leider.

## Rolverdeling
| Acteur            | Personage        |
| ----------------- | ---------------- |
| Robert Mitchum    | Peter Hacker     |
| Ellen Burstyn     | Alex Hacker      |
| Rock Hudson       | Frank Stevenson  |
| Fabio Testi       | Mustapha Hashimi |
| Donald Pleasence  | Minister Eretz   |
| Chelli Goldenberg | Rachel           |
| Michal Bat-Adam   | Tova             |
| Ori Levy          | Abe              |
| Uri Gavriel       | Assad            |
| Zachi Noy         | Ze'ev            |
| Joseph Shiloach   | Shimon           |
| Shmulik Kraus     | Stone            |
| Yossi Virginsky   | Asher            |
| Yftach Katzur     | Lenny            |
| Schai Schwartz    | Gadi             |